# 基萊區
16°08′49″S 38°22′16″E / 16.147°S 38.371°E

基萊區（葡萄牙語：Gilé），是莫桑比克的行政區，位於該國中東部，由贊比西亞省負責管轄，首府設於基萊，面積8,875平方公里，2007年人口169,285，人口密度每平方公里19人。